# Perëndi
Perëndi, var himmelens och åskans gud i illyrisk mytologi, gift med fruktbarhetsgudinnan Prende.